# Wyścigowe Mistrzostwa Węgier 1963
1963 – sezon wyścigowych mistrzostw Węgier.